# بيتر هوغلاند
بيتر هوغلاند هو محامي وسياسي أمريكي، ولد في 17 نوفمبر 1941 في أوماها في الولايات المتحدة، وتوفي في 30 أكتوبر 2007 في واشنطن العاصمة في الولايات المتحدة بسبب مرض باركنسون. نشط حزبياً في الحزب الديمقراطي. في انتخابات مجلس النواب الأمريكي 1990 ‏، انتخب عضو مجلس النواب الأمريكي ‏ عن دائرة الدائرة الكونغرسية الثانية لنبراسكا ‏ وقد انضم خلال فترته النيابية ‏ (3 يناير 1991 – 3 يناير 1993) للكتلة البرلمانية الحزب الديمقراطي وفي انتخابات مجلس النواب الأمريكي 1992 ‏، انتخب عضو مجلس النواب الأمريكي ‏ عن دائرة الدائرة الكونغرسية الثانية لنبراسكا ‏ وقد انضم خلال فترته النيابية ‏ (5 يناير 1993 – 3 يناير 1995) للكتلة البرلمانية الحزب الديمقراطي وانتخب عضو مجلس النواب الأمريكي ‏.